# Neostrengeria sketi
Neostrengeria sketi is een krabbensoort uit de familie van de Pseudothelphusidae. De wetenschappelijke naam van de soort is voor het eerst geldig gepubliceerd in 1985 door Rodríguez.